# Populairwetenschappelijk tijdschrift
Een populairwetenschappelijk tijdschrift is een op het algemene publiek gericht tijdschrift waarin onderwerpen van wetenschappelijke en technische aard worden behandeld. Het is daarmee te onderscheiden van een wetenschappelijk tijdschrift, dat gericht is op een wetenschappelijk publiek. Populairwetenschappelijke tijdschriften publiceren doorgaans geen oorspronkelijk onderzoek (dat wil zeggen, nieuwe bevindingen zullen niet als eerste in een dergelijk tijdschrift worden gepubliceerd), en artikelen zijn niet onderhevig aan peer review.
Populairwetenschappelijke tijdschriften zijn een belangrijk communicatiemiddel voor de zogeheten populaire wetenschap, het voor een algemeen publiek toegankelijk maken van de resultaten van wetenschappelijk onderzoek. De artikelen worden voornamelijk geschreven door wetenschapsjournalisten en wetenschapscommunicators, maar soms ook door wetenschappers zelf.

## Bekende populairwetenschappelijke tijdschriften

### Nederland en België
- Album der Natuur (1852-1909)
- DJO (De Jonge Onderzoeker, jaren 80)
- Eos
- Hermeneus
- Kijk
- Know How
- New Scientist
- Quest
- Weet.
- Zo Zit Dat

### Internationaal
- Discover (VS)
- National Geographic (VS, heeft ook een Nederlandstalige editie)
- New Scientist (VK, heeft ook een Nederlandstalige editie)
- Popular Science (VS)
- Illustreret Videnskab (DK, heeft ook een Nederlandstalige editie genaamd Wetenschap in beeld)
- Scientific American (VS)